# Kromfohrländer
El Kromfohrländer es una raza de perro de compañía originaria de Alemania.

## Descripción

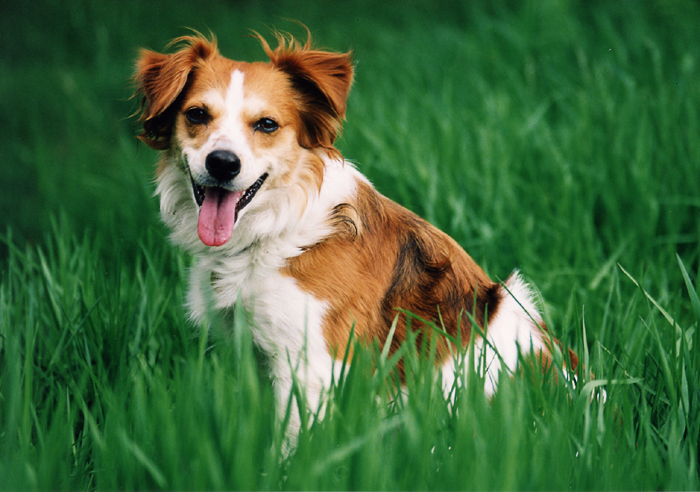
Kromfohrländer marrón y blanco

### Apariencia
El Kromfohrländer tiene un parecido a un cruce entre un perro cobrador y un beagle y puede encontrarse en una gran variedad de mantos: pelo corto, largo y rizado. Tienen marcas marrones y blancas desde oscuros a claros.

#### Tamaño
Es un perro de tamaño medio, entre 38 y 46 cm en la cruz, con un peso entre los 10 y 14 kg .

#### Temperamento
El "Krom" es un perro con una naturaleza muy agradable y un cazador relativamente bueno. Leal y cariñoso, se adapta bien a un piso siempre que pueda tener un mínimo de 30 o 40 minutos de ejercicio físico diario.

## Historia
El Krom aparece en Alemania en la década de 1940, los primeros aparecieron como resultado de un cruce accidental entre dos perros mestizos (o un Fox Terrier y una Gran basset grifón vendeano). Los cachorros resultantes se criaron hasta ser reconocidos como raza en 1955.